# 拉加多山

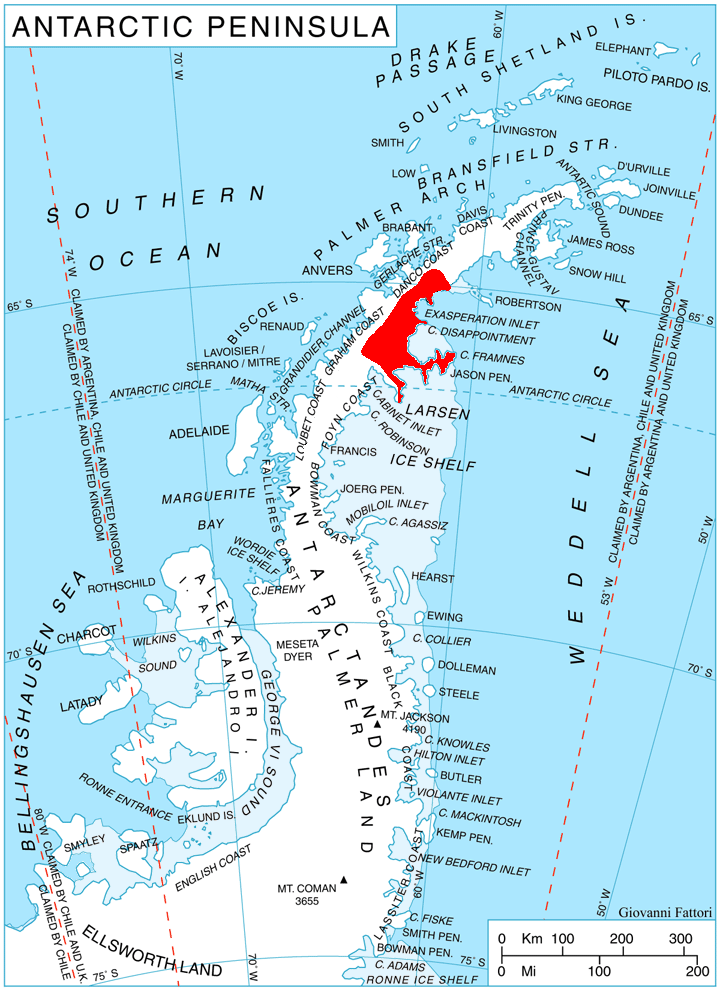

66°0′S 63°15′W / 66.000°S 63.250°W
拉加多山（英語：Mount Lagado）是南極洲的山峰，位於葛拉漢地的萊帕德冰川南岸，海拔高度1,200米，處於塔爾吉特山以西，以小說《格列佛遊記》的地方命名，現時由南極條約體系管理。